# Antonín Cyril Stojan
Antonín Cyril Stojan (Beňov, 22 maggio 1851 – Olomouc, 29 settembre 1923) è stato un arcivescovo cattolico ceco.

## Biografia
Nato da un'umile famiglia contadina, studiò teologia a Olomouc e fu ordinato prete nel 1876.
Si dedicò inizialmente alla cura d'anime e nel 1917 ottenne un canonicato nel capitolo cattedrale di Olomouc: vicario capitolare dal 1920, fu eletto arcivescovo nel 1921.
Già deputato al parlamento di Vienna dal 1897, nel 1920 fu nominato senatore della Repubblica cecoslovacca.
Promosse il rinnovamento della vita ecclesiastica in diocesi organizzando ritiri spirituali per i ceti intellettuali e grandi pellegrinaggi per le masse popolari ai santuari di Hostýn e Velehrad.
Sostenne il movimento cristiano-sociale nello spirito delle encicliche papali: nel 1907 fondò l'associazione della gioventù cattolica agraria.
Per favorire il dialogo con i cristiani non cattolici, nel 1891 fondò la pia unione Apoštolát sv. Cyrila a Metoděje, che nel 1910 iniziò la pubblicazione di una rivista mensile. Organizzò tre congressi unionistici internazionali a Velehrad e nel 1910 fondò l'Academia Velehradensis per continuare l'opera dei congressi e promuovere gli studi sull'Oriente cristiano.
Morì in fama di santità e se ne iniziò il processo di beatificazione. Il 14 giugno 2016 papa Francesco riconobbe l'esercizio in grado eroico delle virtù e gli attribuì il titolo di venerabile.

## Genealogia episcopale e successione apostolica
La genealogia episcopale è:
- Cardinale Scipione Rebiba
- Cardinale Giulio Antonio Santori
- Cardinale Girolamo Bernerio, O.P.
- Arcivescovo Galeazzo Sanvitale
- Cardinale Ludovico Ludovisi
- Cardinale Luigi Caetani
- Cardinale Ulderico Carpegna
- Cardinale Paluzzo Paluzzi Altieri degli Albertoni
- Papa Benedetto XIII
- Papa Benedetto XIV
- Papa Clemente XIII
- Cardinale Marcantonio Colonna
- Cardinale Giacinto Sigismondo Gerdil, B.
- Cardinale Giulio Maria della Somaglia
- Cardinale Carlo Odescalchi, S.I.
- Vescovo Eugène de Mazenod, O.M.I.
- Cardinale Joseph Hippolyte Guibert, O.M.I.
- Cardinale François-Marie-Benjamin Richard
- Cardinale Pietro Gasparri
- Cardinale Clemente Micara
- Arcivescovo Antonín Cyril Stojan

La successione apostolica è:
- Vescovo Josef Schinzel (1923)